# Gaius Iulius Marcus
Gaius Iulius Marcus war ein im 2. und 3. Jahrhundert n. Chr. lebender Angehöriger des römischen Senatorenstandes.
Durch eine Inschrift auf einem römischen Meilenstein, der beim Meilenkastell 17 Welton Hall gefunden wurde, ist belegt, dass Iulius Marcus Statthalter (Legatus Augusti pro praetore) der Provinz Britannia inferior während der Regierungszeit von Caracalla (211–217) war. Als Statthalter der Provinz Britannia inferior war er zugleich auch Kommandeur (Legatus legionis) der Legio VI Victrix, die ihr Hauptlager am Sitz des Statthalters in Eboracum, dem heutigen York hatte.
In zwei Inschriften, die bei den ehemaligen römischen Militärlagern Epiacum und Habitancum gefunden wurden, wurde sein Name nachträglich unkenntlich gemacht. In Inschriften, die u. a. bei den ehemaligen römischen Militärlagern Arbeia und Vindolanda gefunden wurden, war sein Name vermutlich ebenfalls ursprünglich vorhanden und wurde nachträglich unkenntlich gemacht; laut Roman Inscriptions of Britain (RIB) wurde sein Name in allen Inschriften, die Loyalitätsbekundigungen an den Kaiser darstellen, ausgelöscht. In drei weiteren Inschriften, die u. a. beim ehemaligen römischen Militärlager Castra Exploratorum gefunden wurden, ist sein Name teilweise erhalten. 

## Datierung
Die Inschrift auf dem Meilenstein kann durch die Kaisertitulatur von Caracalla (Imperatori Caesari Marco Aurelio Antonino Pio Felici Augusto Arabico Adiabenico Parthico maximo Britannico maximo tribunicia potestate XVI consuli IIII imperatori II) datiert werden; sie wird bei der Epigraphik-Datenbank Clauss-Slaby (EDCS) und bei der Epigraphischen Datenbank Heidelberg (EDH) in das Jahr 213 n. Chr. und bei RIB in den Zeitraum vom 1. Januar bis zum 9. Dezember 213 datiert.
Die Inschriften aus Epiacum und aus Habitancum können durch die Kaisertitulatur von Caracalla datiert werden; sie werden bei der EDCS, bei der EDH und bei RIB in das Jahr 213 n. Chr. datiert. Die übrigen Inschriften werden bei der EDCS und bei der EDH in das Jahr 213 n. Chr. datiert; bei RIB finden sich z. T. davon abweichende Datierungen.